# Budhera, Bidar
Budhera là một làng thuộc tehsil Bidar, huyện Bidar, bang Karnataka, Ấn Độ.